# MH Kinizsi Pál 30. Páncélozott Gyalogdandár
A Magyar Honvédség Kinizsi Pál 30. Páncélozott Gyalogdandár a Magyar Honvédség egyik legnagyobb szárazföldi katonai szervezete, amely az MH Szárazföldi Parancsnokság közvetlen irányítása alá tartozik. A dandár Hódmezővásárhely helyőrségben diszlokál. A névadója Kinizsi Pál.

## A helyőrség
Hódmezővásárhely 1932-ben lett katonai helyőrség, amikor elkészült a város szélén az első laktanya. Hódmezővásárhely megyei jogú város, Csongrád megye második legnagyobb népességű és az ország második legnagyobb területű városa, 1950 és 1961 között megyeszékhely. 2010. június 19-től a város a Magyar Örökség díj része.

## Története

### Lövészezred szervezetben
A dandár jogelődjeként 1951. november 1-jén alakult meg Tamásiban a 62. lövészezred. 1953 őszén a katonai felső vezetés utasítására a gyalogzászlóalj után Hódmezővásárhely helyőrségbe vezényelték át a 62. lövészezredet.
Az  1954. október 1-jén elkezdődött haderőcsökkentés részeként az ezredet gépjárművekkel szerelték fel, és az ősz folyamán az alakulat a gépkocsizó lövészezred megnevezést kapta. Ebben a szervezeti felépítésben működött közel két évtizeden keresztül. Az 1957-es kiképzési év beindításával az ezred a második lépcsős kiskunfélegyházi 7. Gépkocsizó Lövészhadosztály és az 5. Hadsereg alárendeltségébe került. 1958–1959 folyamán a hadsereg minőségi fejlesztésének keretében rendszerbe állították az AK-47 gépkarabélyt és az RPG–7 gránátvetőt.
1972–1973-ban az ezred páncélozott szállító harcjárműveket kapott, és 1973. november 1-jétől a gépesített lövészezred elnevezést használhatta. 1975-ben felállították az ezred vegyes páncéltörő tüzérütegét, melyet Maljutka páncéltörőrakéta-rendszerrel és 85 mm-es páncéltörő ágyúkkal szerelek fel. Az ezred 1983-ban 122 mm-es M-30-as vontatott tarackokkal felszerelt tüzérosztállyal egészült ki.

### Az ezredből dandár
1987-ben az egész haderőt érintő változásokat élt át az ezred. Megszűnt az alárendeltsége a kiskunfélegyházai 7. Gépkocsizó Lövészhadosztály szervezetében és a ceglédi 3. Gépesített Hadtest alárendeltségébe került. Az átszervezés következtében az ezred gépesített lövészdandár szervezetre tért át.

Bercsényi-címer (17. sz. vége)

1990. április 1-én, ünnepélyes keretek között a dandár felvette Bercsényi Miklós nevét. A haditechnikai eszközök változásában az 1990-es év döntő jelentőségű volt az alakulat életében. Átszervezték a harcoló alegységeket. A tüzérség  2SZ1 Gvozgyika típusú önjáró löveget, a gépesített lövészek előbb BTR–80, majd BTR–80A típusú harcjárműveket kaptak, a korszerűtlenné vált PSZH-k helyett. A megnövekedett létszám és a korszerű technika mellett megnövekedett a dandár kiképzési és egyéb feladata is.
A dandár 1991-ben hajtotta végre először a légimozgékonyságú harccsoport, majd 1992-ben a légi mobil harccsoport feladatait. A dandár kijelölt állománya a Magyar Honvédség történetében először hajtott végre közös kiképzést egy NATO-tagország, Nagy-Britannia alegységeivel. 1995-ben és 1996-ban pedig magyar–román közös kiképzést hajtott végre.
1997-ben a harckocsi zászlóaljat átfegyverezték T–72-es harckocsival. Még ebben az évben szerződéses állománnyal részt vett a Delta 97 gyakorlaton, a következő évben pedig a Vértes-98 gyakorlaton vett részt a dandártörzs állománya, és olasz–magyar közös kiképzésre került sor. Ebben az időszakban a dandár a Magyar Honvédség egyik meghatározó katonai alakulattá vált.

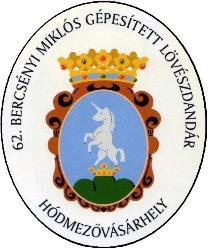
MH 62. Bercsényi Miklós Gépesített Lövészdandár címere

### Megszűnése
A Magyar Honvédség szervezeti átalakítása miatt a honvédelmi miniszter 35/2004 sz. HM határozatával 2004. szeptember 30-i hatállyal a MH 62. Bercsényi Miklós Gépesített Lövészdandárt megszüntette. Jogutódként létrejött az MH 5/62. Könnyű Lövészzászlóalj a dandár volt 1. gépesített lövészzászlóaljára alapozva, valamint a volt 2. gépesített lövészzászlóalj bázisán megalakult a MH 5/3. Bercsényi Miklós Könnyű Lövészzászlóalj. Mindkét zászlóalj önálló szervezeti elemet képezett. 2007. március 1-től mindkét zászlóalj a debreceni MH 5. Bocskai István Lövészdandár alárendeltségébe tartozott, mint kötelék zászlóalj, de helyőrségük továbbra is Hódmezővásárhely volt. Megnevezésükből eltűnt a "könnyű" szó.

## Az egykori dandár fegyverzete
Alapvetően könnyű fegyverzet (AK–63 gépkarabély, PKM könnyű géppuska, SZVD távcsöves puska, RPG–7 gránátvető). Tüzérségi támogatásra 82 mm-es aknavetők, páncélelhárításra 9M111 Fagot rakéták kerültek rendszeresítésre. A dandár rendelkezett harcjárművekkel (BTR–80, BTR–80A), illetve speciális feladatok végrehajtásához gépjárművekkel, műszaki és vegyvédelmi eszközökkel, valamint a vezetést biztosító híradótechnikai eszközökkel.

## Az alakulat újbóli felállítása
A Magyar Honvédség 2023. január 1-jével újból felállítja az alakulatot, de új hadrendi számmal, illetve néven. Új neve MH Kinizsi Pál 30. Páncélozott Gyalogdandár, mint önálló szervezeti egységet. Megjelent a Magyar Közlöny Hivatalos Értesítő 2022. évi 46. számában.

## Szervezeti felépítése 2023. január 1-jével
- Harcbiztosító alegységek
  - Híradó és vezetéstámogató század
- Harcoló alegységek
  - Kettő zászlóalj szintű harcoló alegység
- Logisztikai alegységek
  - Logisztikai zászlóalj
- Helyőrségtámogató alegységek
  - Helyőrségtámogató parancsnokság